# Gastrosaccus
Gastrosaccus is een geslacht van aasgarnalen uit de familie van de Mysidae. De wetenschappelijke naam van het geslacht is voor het eerst geldig gepubliceerd in 1868 door Alfred Merle Norman.

## Soorten[2]
- Gastrosaccus australis W. Tattersall, 1923
- Gastrosaccus bispinosus Wooldridge, 1978
- Gastrosaccus brevifissura O. Tattersall, 1952
- Gastrosaccus daviei Bacescu & Udrescu, 1982
- Gastrosaccus dunckeri Zimmer, 1915
- Gastrosaccus gordonae O. Tattersall, 1952
- Gastrosaccus kempi W. Tattersall, 1922
- Gastrosaccus lombokiensis Hanamura, Mantiri & Ohtsuka, 2014
- Gastrosaccus longifissura Wooldridge, 1978
- Gastrosaccus madagascariensis Wooldridge, Mees & Webb, 1997
- Gastrosaccus mediterraneus Bacescu, 1970
- Gastrosaccus mozambicus Wooldridge & Mees, 2003
- Gastrosaccus msangii Bacescu, 1975
- Gastrosaccus namibensis Wooldridge & McLachlan, 1987
- Gastrosaccus olivae Bacescu, 1970
- Gastrosaccus psammodytes O. Tattersall, 1958
- Gastrosaccus roscoffensis Bacescu, 1970
- Gastrosaccus sanctus (Van Beneden, 1861)
- Gastrosaccus sarae Panampunnayil, 1999
- Gastrosaccus sorrentoensis Wooldridge & McLachlan, 1986
- Gastrosaccus spinifer (Goës, 1864)
- Gastrosaccus trilobatus Murano & McLachlan, 1998
- Gastrosaccus widhalmi (Czerniavsky, 1887)
- Gastrosaccus wittmanni Deprez, Wooldridge & Mees, 2000
- Gastrosaccus yuyu Bamber & Morton, 2012

Gastrosaccus komt voor in de oostelijke Atlantische Oceaan, de Middellandse Zee, de westelijke Stille Oceaan en de Indische Oceaan.
De meeste soorten houden zich op in ondiep zandsediment dicht bij de kustlijn. Van G. sanctus is bekend dat ze zich overdag ophoudt in de bovenste centimeter van het zandsediment, terwijl ze 's nachts leeft in de open zee, op een diepte van 1 à 2 meter, waar ze mogelijk grote groepen of scholen vormt. Deze soort komt veel voor langs de Atlantische kust van Europa en Afrika en in de Middellandse Zee.
Op Gastrosaccus yuyu wordt bij Java gevist om ze te verwerken in peyek, een gefrituurde rijstkoek.